# Bahnhof Lichtenfels
Bahnhof Lichtenfels vasútállomás Németországban, Lichtenfelsben. A német vasútállomás-kategóriák közül a harmadik csoportba tartozik.

## Vasútvonalak
Az állomást az alábbi vasútvonalak érintik:
- Bamberg–Hof-vasútvonal
- Eisenach–Lichtenfels railway

## Forgalom

### Távolsági
| Járat | Útvonal                                                                                       | Gyakoriság   |
| ----- | --------------------------------------------------------------------------------------------- | ------------ |
| ICE   | Lichtenfels – Nürnberg – Ingolstadt – München                                                 | egy vonat    |
| IC 17 | Wien – Passau – Regensburg – Nürnberg – Bamberg – Lichtenfels – Leipzig – Berlin – Warnemünde | egy vonatpár |
| IC 61 | Karlsruhe – Stuttgart – Aalen – Nürnberg – Bamberg – Lichtenfels – Saalfeld – Leipzig         | egy vonatpár |

## Kapcsolódó állomások
A vasútállomáshoz az alábbi állomások vannak a legközelebb:
- Bad Staffelstein
- Michelau (Oberfr)
- Schney